# Benjamin Mather Woodbridge, Jr.
Benjamin Mather Woodbridge, Jr. (* 31. März 1915 in Austin, Texas; † 18. März 2007 in Oakland, Kalifornien) war ein US-amerikanischer Romanist und Lusitanist.

## Leben und Werk
Woodbridge wuchs als Sohn des Romanisten Benjamin Mather Woodbridge zweisprachig englisch-französisch in Portland (Oregon) auf. 1936 schloss er sein Studium am Reed College mit der Bachelorarbeit Leopardi. The evolution of a pessimist ab. Er studierte weiter an der Harvard University und an der Université libre de Bruxelles. Vom Krieg vertrieben, unterrichtete er Fremdsprachen an der University of Georgia. Von 1943 bis 1945 lehrte er an der União Cultural Brasil-Estados Unidos in São Paulo und lernte dort auch seine erste Frau kennen. Dann war er Instructor für romanische Sprachen an der University of Texas. Er promovierte 1949 in Harvard mit der Arbeit Pessimism in the writings of Machado de Assis.
Von 1949 bis 1982 lehrte Woodbridge an der University of California in Berkeley Portugiesisch, ab 1951 als Assistant Professor, ab 1959 als Associate Professor und ab 1978 als Full Professor. Mehr als 30 Jahre lang assistierte er Yakov Malkiel in der Herausgabe der Zeitschrift Romance Philology. Er schrieb zahlreiche Beiträge für das Handbook of Latin American Studies (HLAS).
Woodbridge war Kommandeur des Orden des Infanten Dom Henrique.